# Kristalliniteit
Kristalliniteit is een begrip uit de materiaalkunde, dat de mate beschrijft waarin deeltjes binnen een materiaal in een geordende manier zijn opgebouwd. Met andere woorden, of ze (gedeeltelijk) bestaan uit kristal(len) met een zekere kristalstructuur of juist het gebrek daaraan. Het is een kwantitatieve materiaaleigenschap, die de kwaliteit van een materiaal sterk beïnvloedt. Vaak gaat het om materie, die in een vaste toestand verkeert, maar er bestaan ook vloeistoffen die een mate van kristalliniteit bezitten, de zogenaamde vloeibare kristallen.

Schematisch overzicht van de ordening van atomen in kristallijne, polykristallijne en amorfe materie.

## Termen
Materialen zijn opgebouwd uit atomen, moleculen of ionen. Deze zijn in vaste stoffen dichtbij elkaar gerangschikt, waardoor ze een "vaste" structuur met een hogere dichtheid vormen dan materie in de vloeibare of gas fase. De rangschikking kan een regelmatig patroon zijn (kristallijn) in een denkbeeldig rooster, het kristalrooster, of volledig willekeurig (amorf). Daarbij kan er binnen een kristallijne stof regelmaat zijn op een lange afstand of op een korte afstand.

De vaste materiaalstructuur van twee voorwerpen op macroscopische, microscopische en nanoscopische schaal van (boven) een geordende kristallijn metaal en (onder) een geordende semikristallijn polymeer.

Er worden verschillende termen gebruikt, die een vorm van kristalliniteit in een bepaald materiaal beschrijven, namelijk:
- Amorf

Zonder enige mate van kristalliniteit.
- Kristallijn

Materie met kristalliniteit.
- Polykristallijn

Kristallijne korrels of kristallieten (gebieden) met een willekeurige oriëntatie, die zijn verbonden door amorfe gebieden.
- Parakristallijn

Gebrek aan regelmaat op een lange afstand in ten minste één richting; het regelmatige patroon is alleen op korte afstand in het rooster te vinden, vergelijkbaar met een vloeibaar kristal.
- Semikristallijn

Enige mate van kristalliniteit in polymeren.
Voor polymeren worden de termen amorf en semikristallijn gebruikt. Bij metalen, keramieken, mineralen en gesteenten kan er worden gesproken over kristallijn, polykristallijn en amorf.

## Amorf
Amorfe materie is vaste stof zonder een kristallijne structuur. De atomen, ionen of moleculen zijn in amorfe materialen volledig willekeurig gerangschikt, oftewel enige mate aan kristalliniteit ontbreekt. Deze fase leidt meestal tot brosse en (semi)transparante materie, zoals glas. Men beschrijft amorfe materie ook wel met de termen glas, glasachtig en glazig.

## Kristallijn

### Kristallijne materie
Kristallijn is de benaming voor een kwalitatieve eigenschap van een materiaal, in het bijzonder een vaste stof, dat is opgebouwd uit kristallen, dus een zekere kristalstructuur heeft. Bepaalde vloeistoffen zullen tijdens het stollen een proces ondergaan dat kristallisatie wordt genoemd, oftewel het vormen van kristallen. Ze zullen een geordende structuur vormen, waarin de atomen in een dichte stapeling worden opgebouwd. Het tegenovergestelde van kristallijn is amorf. Wat een willekeurige stapeling van de atomen beschrijft.
Een voorbeeld van een materiaal dat kristallijn kan zijn, is een metaal of een legering. Ook keramieken, mineralen en gesteenten hebben een geordend kristalstructuur en zijn kristallijn.
Kristallijne mineralen en gesteenten worden kristallijne gesteenten genoemd. De Aarde is voor het grootste gedeelte opgebouwd uit kristallijne gesteenten.

### 100% kristallijn
Een voorbeeld van een materiaal dat 100% kristallijn is, is een eenkristal. Deze wordt tijdens het kristalliseren gevormd uit één kristalliet. Een voorbeeld hervan is het harde diamant, dat een eenkristal is bestaande uit koolstofatomen.

### Glas en kristal(glas)
Kristallijn wordt foutief gebruikt als synoniem voor kristalglas (glas met >4% loodoxide). Soms wordt gedacht dat glas of kristalglas een kristallijne materie is, vanwege de transparantie en mogelijkheid op lichtbreking. Echter is het tegenovergestelde waar. Kristalglas en "gewoon" glas zijn namelijk opgebouwd uit ongeordende moleculen, die een isotrope, amorfe vaste stof vormen. Het is geen kristal, is niet kristallijn en heeft geen kristalstructuur.

## Polykristallijn

Twee korrels (oranje en blauw) met een eigen kristaloriëntatie grenzen aan elkaar op een korrelgrens (groen en open delen).

De meeste materialen zullen echter tijdens het stollingsproces meerdere kleine korrels (kristallieten) van kristallijn materiaal vormen, waardoor het materiaal is opgebouwd uit allerlei kristallijne regio's die zijn afgewisseld of verbonden door amorfe gebieden. Ze zijn niet volledig kristallijn of amorf, maar hebben hebben een groot aantal kleine gebieden met een kristallijne kristalstructuur die worden afgewisseld of "aan elkaar geplakt" door amorfe gebieden. Deze opbouw wordt polykristallijn genoemd.
Pure metalen, legeringen, vele keramieken, mineralen, gesteenten, ijs en een aantal kunststoffen zijn allemaal materialen, die polykristallijn kunnen zijn. Dit betekent dat ze zijn opgebouwd uit allerlei kleine kristallieten, die in de materiaalkunde door hun microscopische aanzicht worden omschreven als korrels. Binnen een korrel is de kristaloriëntatie gelijk, echter zijn roosterdefecten, zoals onzuiverheden en dislocaties, binnen het kristalrooster van een korrel wel toegestaan.
Afhankelijk van de productievoorgeschiedenis kan de oriëntatie van de korrels tot elkaar wel verschillen. De term textuur geeft de verdeling van de voorkeursoriëntaties van de kristalstructuren in een anisotropisch polykristallijn materiaal aan. Een materiaal wordt textuurloos genoemd, wanneer de kristalkorrels willekeurig georiënteerd zijn. De mate van textuur hangt af van het percentage korrels met een voorkeursoriëntatie.

## Semikristallijn

Amorfe (ongeordende) en semikristallijne (in lamellae geordende) polymeerketens.

Morfologie van semikristallijne polymeren op verschillende schalen.

De term semikristallijn wordt gebruikt om de mate van ordening van de polymeerketens in elastomeren en polymeren (kunststoffen) te beschrijven, dus in thermoplasten en thermoharders. Semikristalliniteit is het verschijnsel dat sommige materialen zelfs in pure vorm slechts tot een bepaalde mate kristalliseren en voor een deel amorf blijven. Het is daarmee vergelijkbaar met de term polykristallijn, maar voor de polykristallijne materie hebben de kleine kristallijne gebieden (korrels) een "echte" kristalstructuur en zijn het echte kristallen, terwijl de "kristallijne" gebieden in semikristallijn geordende polymeerketens aangeven.
Semikristalliniteit treedt onder meer op bij de stolling van lineaire polymeren. In veel gevallen ordenen polymeren zich door het opvouwen van de polymeerketen in dunne vlakvormige lamellae. Het kan daarbij gebeuren dat een en dezelfde keten ingebouwd wordt in twee verschillende lamellae. De atomen in het verbindingsstuk kunnen zich daarbij noch volgens de ene, noch volgens de andere lamella ordenen. Ook het deel van de keten dat de vouw ondergaat is niet in staat zich volledig te ordenen.
Het gevolg is dat van het gehele materiaal altijd maar een zeker percentage volledige ordening ondergaat. Dit percentage kan tot boven de 90% belopen als het polymeer volledig lineair is, dat wil zeggen geen zijtakken vertoont, een hoog en uniform molecuulgewicht heeft en de kans krijgt langzaam te kristalliseren. Het inbouwen van zijtakken en kruisverbindingen (cross-links) verlaagt de kristalliniteit danig. De materiaaleigenschappen kunnen daarmee in belangrijke mate beïnvloed worden. Een goed voorbeeld daarvan is de verschillende vormen van polyetheen (PE). De hogedrukvorm, HDPE (hogedichtheidpolyethyleen), heeft hoge kristalliniteit en daardoor ook een hoge dichtheid. LDPE (lagedichtheidpolyetheen) en LLDPE (lineair lagedichtheidpolyetheen) een beduidend lagere. LLDPE is eigenlijk een copolymeer met een zeker gehalte aan een monomeer van een wat grotere lengte dan ethyleen, bijvoorbeeld octeen of hexeen. Dit introduceert een zekere mate van korte vertakkingen. LLDPE wordt bijvoorbeeld gebruikt in helder doorzichtige foliën. Een HDPE folie is in de regel melkachtig wit. Deze verschillen zijn een regelrecht gevolg van het verschil in kristalliniteit.
Sommige polymeren, met name die met een ultra-hoog molecuulgewicht, kunnen ook tot kristallisatie gebracht worden zonder dat de ketens zich opvouwen. Deze gestrekteketenpolymeren kunnen grote mechanische sterktes bereiken. Het materiaal moet echter gerekt worden om deze vorm van kristallisatie te bespoedigen.

## Bepaling van kristalliniteit
De kristalliniteit is voor materialen een belangrijke maat voor de materiaaleigenschappen en de kwaliteit van het materiaal. Kristalliniteit wordt op verschillende wijze bepaald, afhankelijk van het materiaal, de grootte en . De eenvoudigste is de dichtheid te meten door onderdompeling in een geschikte vloeistof. Een wat preciezere methode is het smeltgedrag te bestuderen in een calorimetrisch experiment, bijvoorbeeld met een DSC. Ook röntgendiffractie en vastestof-NMR kunnen een maat voor de kristalliniteit opleveren.